# Кенетаев, Руслан Нурланович
Русла́н Нурла́нович Кенета́ев (21 марта 1988, Целиноград) — казахстанский футболист, полузащитник.

## Биография

### Клубная карьера
Начал играть в футбол на взрослом уровне в родном городе в команде первой лиги «Евразия».
В 2006 году перешёл в «Шахтёр» (Караганда), в его составе дебютировал в высшем дивизионе 22 апреля 2006 года в игре против клуба «Есиль-Богатырь», а первый гол забил 14 мая 2006 года в ворота «Экибастузца». Всего за четыре сезона в «Шахтёре» сыграл 82 матча и забил 7 голов в высшей лиге. Становился бронзовым призёром чемпионата Казахстана (2007, 2009), финалистом Кубка страны (2009). По окончании сезона 2009 года из-за разногласий с руководством «Шахтёра» в течение года нигде не играл.
В 2011 году присоединился к команде первой лиги «Окжетпес», в её составе в том же году завоевал серебряные награды первой лиги. На следующий год сыграл за клуб из Кокчетава 9 матчей в высшем дивизионе.
В 2013 году перешёл в «Иртыш» (Павлодар), но за его основной состав сыграл только один матч в Кубке Казахстана, а также провёл 7 матчей (2 гола) в первенстве дублёров. Уже в июне 2013 года покинул команду.
В 2014 году играл в первой лиге за «Кызыл-Жар СК» и «Байтерек». В 2015 году вернулся в «Окжетпес» и провёл сезон в его дублирующем составе, после чего более не выступал на профессиональном уровне. В начале 2016 года был на сборах в «Ордабасы». В ноябре 2016 году сообщалось об интересе к футболисту финского клуба РоПС, который возглавлял работавший в Казахстане тренер Юха Малинен, однако переход не состоялся.

### Карьера в сборной
Сыграл несколько матчей за сборные Казахстана младших возрастов. При тренере Бернде Шторке вызывался на сборы национальной команды, но ни в одном матче не играл.

## Достижения
- Бронзовый призёр чемпионата Казахстана: 2007, 2009
- Серебряный призёр Первой лиги Казахстана: 2011
- Финалист Кубка Казахстана: 2009

## Личная жизнь
Принадлежит к астанинской футбольной династии Кенетаевых, несколько представителей которой играли на профессиональном уровне в футбол, работали тренерами и спортивными организаторами.
В феврале 2017 года у спортсмена родился сын.